# Parafia Narodzenia św. Jana Chrzciciela i Matki Boskiej Częstochowskiej w Poniszowicach
Parafia Narodzenia św. Jana Chrzciciela i Matki Boskiej Częstochowskiej w Poniszowicach należy do diecezji gliwickiej (dekanat Pławniowice).
Parafia została erygowana w 1175 r., mieści się przy ul. Parkowej 5 w Poniszowicach.

## Miejscowości należące do parafii
- Poniszowice, Niekarmia, Niewiesze, Słupsko, Widów[1][3]

## Ulice należące do parafii
- Poniszowice: Cicha, Gliwicka, Jasna, Parkowa, Polna, Słoneczna, Sportowa, Strażacka, Towarowa
- Niekarmia: Górna, Leśna, Poniszowicka, Słupsko, Stawowa, Toszecka
- Niewiesze: Młyńska, Pyskowicka, Regat, Słoneczna, Toszecka
- Słupsko: Leśna, Lipowa, Nowowiejska, Ogrodowa, Polna, Stawowa, Toszecka
- Widów: Gliwicka, Krótka, Leśna, Łąkowa, Na Buczek, Polna, Stawowa[3]

## Duszpasterze

### Proboszczowie
- ks. Franciszek (-1331)
- ks. Jan (-1416)
- ks. Mikołaj Klose (-1417)
- ks. Franciszek Ochocki (1640-1686)
- ks. Jan Józef Brisch (1686 – 1694)
- ks. Paweł Franciszek Mikołaj (1694 – 1719)
- ks. Wawrzyniec Liborius Czakaj (1719 – 1736)
- ks. Witold Widera (1736 – 1776)
- ks. Andrzej Ferdynant Czech (1776 – 1814)
- ks. Jan Marx (1814 – 1834)
- ks. Michał Kania (1834 – 1891)
- ks. Rudolf Dürschlag (1892 – 1914)
- ks. Franciszek Bartoń (1914 – 1945)
- ks. Hubert Sikora (1946 – 1949)
- ks. Joachim Morawiec (1949 – 1959)
- ks. Konstanty Adler (1959 – 1974)
- ks. Alfred Klimek (1974 – 2006)
- ks. Jan Palus (od 2006 do dziś)[1][4]

### Administratorzy
- ks. Bruno Laska (1891 – 1892)
- ks. Winfried Steffen (1945 – 1946)[4]

## Grupy działające w parafii
- Rada parafialna
- Róże różańcowe
- Ministranci
- Dzieci Maryi
- Chór parafialny[3]

## Kościoły i kaplice
- Kościół pw. Narodzenia św. Jana Chrzciciela i Matki Boskiej Częstochowskiej w Poniszowicach - poświęcony 11 października 1499 r[3].

## Msze Święte
Niedziele i święta:
7:00, 9:00, 11:00; w czasie zimowym 8:00, 11:00
Soboty: 18:00 - msza św. niedzielna
Dni powszednie:
7:00 lub 18:00

## Cmentarze
Cmentarz parafialny znajduje się przy kościele.

## Księgi metrykalne
Parafia prowadzi księgi chrztów i ślubów od 1766 roku oraz zgonów od 1842 roku.